# Direct Sequence Spread Spectrum
Direct Sequence Spread Spectrum (DSSS) ist ein Frequenzspreizverfahren für die Datenübertragung über Funk. Die Idee dabei ist, ein Ausgangssignal (Nutzsignal) mittels einer vorgegebenen Bitfolge zu spreizen. Spreizen bezieht sich in diesem Zusammenhang auf das Frequenzspektrum, welches nach der Anwendung des DSSS-Verfahrens vom zu übertragenden Signal belegt wird. Das Verfahren dient dazu, das Nutzsignal robuster gegen eine bestimmte Form von Störungen bei der Funkübertragung (schmalbandige Störungen) zu machen. Dies geschieht, indem Bits des originalen Bitstroms in mehrere Subbits, sogenannte Chips, übersetzt werden. Die Chipfolge wird auch als Spreizcode bzw. Chipping-Sequenz bezeichnet. Die gleiche Verknüpfung findet auch wieder im Empfänger statt. Während damit das Nutzsignal rekonstruiert wird, wird das auf dem Übertragungsweg hinzugekommene schmalbandige Störsignal nun im Empfänger gespreizt (analog zur Spreizung des Nutzsignals im Sender). Durch diese Spreizung des Störsignals verteilt sich seine Energiedichte entsprechend, womit seine Störwirkung sinkt.

## Geschichte
Während des Zweiten Weltkriegs waren das Patentwesen und der technische Wissensaustausch zwischen den USA und Europa behindert, sodass in den USA und Europa weitgehend unabhängig an Frequenzspreizverfahren geforscht wurde. Erst nach dem Krieg gewann man Übersicht über die einzelnen Beiträge. Das  US-Standardwerk Spread Spectrum Communications Handbook von Marvin Kenneth Simon gibt eine Übersicht über Entstehung und den heutigen Stand der Technik. Darin wird der bemerkenswert frühe Beitrag des Schweizer Erfinders Gustav Guanella gewürdigt, der bereits im Jahr 1942 zu einer bedeutenden Schweizer Patentanmeldung führte. Das Patent trägt den Titel Verfahren zur Übermittlung von Nachrichten, die mit Hilfe von Steuersignalen verschleiert werden und wurde durch Guanellas Arbeitgeberfirma Brown, Boveri & Cie (BBC) mit Sitz in Baden (Schweiz), angemeldet. Neben anderen im Ausland erteilten Patenten wurde das entsprechende Deutsche Patent 1952 erteilt.

## Allgemeines

Bandbreite statt Leistungsdichte

Bei DSSS wird die Symbolenergie über eine große Bandbreite verteilt. Dazu wird der Nutzdatenstrom mit dem Spreizcode, dessen Datenrate höher ist als die des Nutzdatenstroms, multipliziert. Diese Codeabfolge nennt man Chips oder pseudostatistische Codes (PN-Codes). Durch die Spreizung ist eine größere Bandbreite zur Übertragung notwendig. Je länger der Spreizcode ist, desto mehr Bandbreite wird benötigt.
Gleichzeitig reduziert sich auch die Energiedichte im Spektrum, so dass andere Signale weniger gestört werden. Der Nutzdatenstrom kann beim Empfänger nur durch Verwendung der richtigen Chip-Sequenz wieder rekonstruiert werden. Verwendet wird DSSS bei GPS, WLAN, UMTS, Ultrabreitband, IEEE 802.15.4, Wireless USB und im Modellbausektor bei bestimmten Fernsteuerungsanlagen im 2,4-GHz-Band. 
Das Signal verschwindet im Hintergrundrauschen – in militärischen Anwendungen nutzt man dies, da zum Abhören bzw. um überhaupt eine Übertragung feststellen zu können, die Kenntnis der zur Bandspreizung verwendeten Pseudozufallsfolge notwendig ist. 
Eine weitere Eigenschaft macht man sich beim so genannten CDMA-Verfahren (Code Division Multiple Access) zu Nutze: Man ordnet jedem Sender einen eigenen eindeutigen Spreizcode zu. Alle Sender können dann gleichzeitig senden und der Empfänger kann die individuellen Signale wieder rekonstruieren und die Sender dadurch unterscheiden.
Durch das Spreizen beansprucht ein Kanal mehr Bandbreite. Im Gegenzug verbessert sich beim Entspreizen das Signal-Rausch-Verhältnis. Da das Rauschsignal nicht mit dem Spreizcode korreliert, nimmt dessen Signalstärke im Gegensatz zum Nutzsignal nicht zu.
DSSS ist unempfindlich gegenüber schmalbandigen Störungen, da ein Störsignal beim Empfänger mit dem Spreizsignal multipliziert wird. Dadurch wird das Störsignal, wie das Datensignal im Sender, gespreizt. Die Leistungsdichte des Störsignals verringert sich um den Spreizfaktor und kann somit das entspreizte Datensignal nicht mehr stören. Das Datensignal wird wie vorgesehen ein zweites Mal mit dem Spreizcode multipliziert und damit wieder entspreizt. Das Störsignal geht im Rauschen unter und hat keinen Einfluss auf das Nutzsignal.